# Rejon Ałaj
Rejon Ałaj (kirg. Алай району; ros. Алайский район) – rejon w Kirgistanie w obwodzie oszyńskim. W 2009 roku liczył 72 170 mieszkańców (z czego 99,6% stanowili Kirgizi) i obejmował 13 489 gospodarstw domowych. Siedzibą administracyjną rejonu jest Gülczö.